# Col de la République (Bulgarie)
Pour les articles homonymes, voir Col de la République.
Le col de la République ou col de Hainboaz est un col du massif du Grand Balkan situé sur la route II-55 et qui relie la plaine du Bas-Danube et la plaine de Thrace. La route qui le franchit culmine à une altitude de 700 m.
Il est fermé lors des chutes de neige en hiver, le temps que la route soit déblayée.